# Hypoestes flavovirens
Hypoestes flavovirens är en akantusväxtart som beskrevs av Raymond Benoist. Hypoestes flavovirens ingår i släktet Hypoestes och familjen akantusväxter. Inga underarter finns listade i Catalogue of Life.